# The Peachbasket Hat
The Peachbasket Hat (o The Peach-Basket Hat) è un cortometraggio muto del 1909 scritto e diretto da David W. Griffith. Prodotto e distribuito dalla Biograph Company, il film - girato nel New Jersey a Fort Lee - uscì nelle sale il 24 giugno 1909.

## Trama
La signora Jones esce per andare e comperarsi un cappello nuovo e lascia il suo bambino a casa insieme alla cameriera. Costei fa entrare in casa degli zingari per farsi leggere la mano. Quando gli zingari se ne vanno, non si trova più il bambino. Tutti pensano che sia stato rapito. Alla fine però si scopre che il piccolo è nascosto sotto la cappelliera della mamma.

## Produzione
Il film fu prodotto dalla Biograph Company e venne girato a Fort Lee, nel New Jersey.

## Distribuzione
Distribuito dalla Biograph Company, il film - un cortometraggio di 203 metri - uscì nelle sale cinematografiche statunitensi il 24 giugno 1909. Nelle proiezioni, veniva programmato con il sistema dello split reel, accorpato in un'unica bobina insieme a un altro cortometraggio di Griffith, The Mexican Sweethearts. Il film è ancora esistente.